# 拖鞋麵包
拖鞋麵包（義大利語：ciabatta，發音：[tʃaˈbatta]，意為“拖鞋” ），音譯作巧巴達，是一種帶脆皮的義大利白麵包，製法與法式長棍麵包類似，1982年發明於義大利。一般將拖鞋麵包製成的三明治稱為帕尼諾。
這種麵包在1982年由阿德里亞的麵包師阿納爾多·卡爾拉里（Arnaldo Cavallari）發明， 當時由於法式長棍麵包製作的三明治影響到了當地的生意，他和其他一些麵包師決定自創一種三明治來與之對抗，在對傳統食譜進行了數星期的研究之後，遂有了拖鞋麵包和帕尼諾。
卡爾拉里將這種麵包稱作“ciabatta Polesano”以紀念其居住地波莱西内，後來此名也由卡爾拉里註冊成商標。之後卡爾拉里的公司Molini Adriesi在1999年給予了11個國家的麵包師此食譜的使用許可。